# Zsidó holokauszt Szlovákiában
A zsidó holokauszt Szlovákiában az európai zsidóság kiirtására irányuló náci program, az úgynevezett „végső megoldás” (Endlösung) megvalósításának része volt a második világháború idején. 1939. március közepén német fegyverek árnyékában létrejött a szlovák állam. A jogfosztásokkal kezdődő, súlyos gazdasági korlátozásokkal, deportálással folytatódó és – többnyire koncentrációs táborokban  – tömeges megsemmisítéssel végződő folyamat az új állam közreműködésével zajlott.
A deportálásoknak két nagy hulláma volt. Az első 1942. március végétől június végéig tartott, ez követelte a legtöbb áldozatot. A tragédia második része több mint két év szünet után, a szlovák nemzeti felkelés vérbefojtását követően, 1944 utolsó és 1945 első hónapjaiban következett be.

## Közvetlen előzmények
A Németország keleti terjeszkedését biztosító 1938. szeptember 29-i müncheni egyezmény Csehszlovákia Szudétavidékét a Harmadik Birodalomhoz csatolta. Az ún. első bécsi döntés (1938. november 2.) következtében Magyarország visszacsatolhatta a Felvidéket, azaz Dél-Szlovákiának és Kárpátalja nyugati részének zömmel magyarok lakta területeit. A szlovák hatóságok ekkor például Nagykérnél a senki földjére szállítottak számos (cseh)szlovákiai zsidó családot. Hasonlóan tettek a magyar katonai hatóságok is.
1939. március közepén Hitler beleegyezésével magyar alakulatok elfoglalták Kárpátalját (annak fennmaradt, nagyobbik részét). Ugyanazon a napon, amikor a magyar csapatok elindultak Huszt felé, 1939. március 14-én Pozsonyban kikiáltották a független Szlovák Köztársaságot, valójában a németek által  támogatott bábállam létrejöttét; Németország pedig éjszaka megszállta Csehországot.

## A kezdetek
Jozef Tiso, az állam meghatározó politikusa, aki egy nappal korábban még Berlinben tárgyalt, kezdetben kormányfő, majd október 26-án államfő lett; ekkor őt a miniszterelnöki székben a nyíltan nemzetiszocialista beállítottságú Vojtech Tuka váltotta fel.
Az új szlovák vezetés gyorsan magáévá tette az úgynevezett „zsidókérdés”-ben követett náci irányelveket. Alig egy hónappal a köztársaság kikiáltása után, 1939. április 18-án megjelent a rendelet, mely a zsidónak tekintendő személyek körét faji alapon, az 1935-ös nürnbergi törvények szellemében határozta meg. Rögtön utána megkezdődött a zsidónak minősülő személyek közhivatalokból való eltávolítása.
1940-ben megalakították a Központi Gazdasági Hivatalt (Ústredny Hospodarsky Úrad, ÚHÚ), melynek egyik kiemelt feladata volt a zsidók gazdasági és társadalmi életből való kiszorítása, vagyonának úgynevezett árjásítsa. A hivatal már 1941 májusától a zsidók kitelepítéséről is tárgyalt a németek képviselőivel, köztük Wislicenyvel. Dieter Wisliceny SS-Hauptsturmführer 1940. szeptember 1-jén lett a pozsonyi német követség „zsidóügyi szakértője”. 1942-ben ő irányította a szlovákiai zsidók deportálását, majd 1944-ben Adolf Eichmann vezetése alatt jelentős szerepet játszott a magyar vidéki zsidóság megsemmisítésében is.
A zsidóellenes intézkedések részeként 1941. szeptember 9-én életbe lépett az úgynevezett Zsidókódex (Zidovsky kodex), mely a korábbi jogfosztó rendelkezések fenntartása mellett újabb gazdasági jellegű korlátozásokat is tartalmazott. 1941 októberében a pozsonyi zsidóság nagy részét megfosztották állásától, és más települések munka nélkül maradt zsidó lakosaihoz hasonlóan munkatáborokba gyűjtötték. A legnagyobb ilyen táborok ekkor Szered, Nyitranovák és Vihnye mellett voltak. Kisebb munkatáborok működtek Zsolna, Nyitra és más helységekben is.

## Az 1942. évi deportálási hullám
A német vezetés Berlin mellett 1942. január 20-án rendezte meg a wannseei konferenciát. Itt Reinhard Heydrich SS-Obergruppenführer vezetésével kialakították az európai zsidókérdés úgynevezett „végső megoldás"-ának (Endlösung) végrehajtási programját. A konferencia után először Szlovákiában kezdték meg a zsidók tömeges deportálását Auschwitzba.
1942. februárban a németek 20 000 zsidó munkást kértek Szlovákiától, és kiküldésüket a szlovák vezetés még abban a hónapban jóváhagyta. A szlovákiai zsidókat kezdetben főként a lublin–majdaneki koncentrációs táborba vitték és csak később Auschwitzba.
1942. március 26-án 999 szlovák zsidó lánnyal Poprádról indult el az első deportáló szerelvény Auschwitz felé, melyet még sok követett; április 10. után már nemcsak munkásokkal, hanem egész családokkal zsúfolva. Május végéig az ország kb. 80 000 fős zsidóságának felét, június végéig kétharmadát deportálták: összesen mintegy 52 000 zsidó vagy zsidónak minősített személyt szállítottak német lágerekbe.

### Leállítása
Hamarosan megalapozott hírek érkeztek a koncentrációs táborokban uralkodó viszonyokról és arról, hogy a deportáltakat nem pusztán „áttelepítik”, hanem fizikailag megsemmisítik. A táborokból megszökött egy-egy fogoly beszámolóját több helyre, külföldi szervezeteknek is megküldték. Az információk feltehetően a Vatikánba is eljutottak. A hírek ismeretében Giuseppe Burzio pozsonyi pápai nuncius Josef Tiso államelnöktől és Vojtech Tuka miniszterelnöktől a deportálások leállítását kérte. Vojtech Tuka indítványozta a deportálást irányító Wislicenynek, hogy küldjenek bizottságot a táborokban uralkodó helyzet kivizsgálására. A német fél ezt természetesen nem tette lehetővé. Végül a megbeszélések eredményeként június 26-án a tömeges deportálást leállították, de szórványosan még októberig folytatták.

## A szlovákiai zsidó vezetők tevékenysége
Wislicenyvel a szlovákiai zsidó közösség vezetői is tárgyalásokat folytattak. Anyagi ellenszolgáltatást ajánlottak fel (egy részt ki is fizettek), de a deportálások leállításának igazi okát nem ismerték. A pozsonyi Zsidó Tanács igyekezett lehetőség szerint segíteni a deportálást elkerült, de szlovákiai munkatáborokban dolgoztatott hittestvéreit. 1943 elején a magyarországi zsidóság vezetőitől is anyagi támogatást kértek, de a segítségnyújtás a szűklátókörű budapesti vezetés miatt elmaradt.
Illegálisan működtetett pozsonyi munkacsoportjuk, a Pracovná Skupina (a budapesti Mentőbizottság szlovák megfelelője) állandó kapcsolatban állt néhány külföldi zsidó szervezettel, gyűjtötte és rendszeresen továbbította a szlovák és a lengyel zsidóság tragikus sorsát feltáró híreket. 1943 májusában például Gisi Fleischmann, a Munkacsoport egyik vezetője titkos beszámolót küldött a lengyelországi holokausztról: A futárok hatása alatt vagyunk, akik olyan jelentést hoztak nekünk, hogy megfagy tőlük a vér az ereinkben. Több mint egymillió testvérünket telepítettek már át Lengyelországba; nem tudni, hová… 1943. szeptember elején pedig Genfbe már ezt írta: Ma már tudjuk, hogy Sobibor, Malkyne-Treblinka, Belzec és Auschwitz: megsemmisítőtáborok…
1944. április 10-én Auschwitzból két szlovákiai zsidó fogolynak sikerült megszöknie, akik írnokként dolgoztak. Rudolf Vrba és Alfréd Wetzler április 25-én Zsolnán mindenről pontosan tájékoztatta a szlovákiai Zsidó Tanács ott lévő néhány vezetőjét (másnap újból kikérdezték őket). Beszámolóik megismertették a zsidóság, köztük a szlovákiai zsidók auschwitz-birkenaui elpusztításának – már addig is elképesztő – méreteit és részleteit, kétségtelenné tették a gázkamrák és krematóriumok hírekből korábban is sejtett szörnyű valóságát. A két szökevény tájékoztatása nyomán és részvételükkel elkészített, később „auschwitzi jegyzőkönyv” néven híressé vált anyagot a Pracovná Skupina hamarosan eljuttatta néhány külföldi címzetthez, köztük magyarországi illetékesekhez továbbítás céljából Kasztner Rezsőnek is.

## Magyarország mint menedék
A zsidók helyzete Magyarországon – a kirekesztés, a zsidóellenes törvények, a kötelező munkaszolgálat és más súlyos korlátozások mellett is – 1944 tavaszáig viszonylag elviselhető volt. A Kállay-kormány (1942. március 9. – 1944. március 22.) nem mutatott hajlandóságot a németek által szorgalmazott „végső megoldás” végrehajtására. Így a magyarországi zsidó lakosság és vele az 1938-ban visszacsatolt Felvidék 68 000 fős zsidósága – ideiglenesen – megmenekült a holokauszt tragédiájától.
1942-ben szlovák (és lengyel) zsidó menekültek ezrei érkeztek az akkor aránylag biztonságosnak tartott Magyarországra, és a hazai zsidó közösségtől jelentős támogatásban részesültek. Később, Magyarország német megszállása (1944. március 19.) után a helyzet megváltozott. Az itteni gyors gettósítás, majd a tömeges deportálás réme a szlovák nemzetiségű menekülteket is fenyegette, ezért aki még itt volt és tehette, hazaköltözött. Most a békésebb Szlovákia jelentette a menedéket, – de már csak 2-3 hónapig.

## Folytatás és befejezés
1944. augusztus 23-án Románia szembefordult a tengelyhatalmakkal. A Vörös Hadsereg csapatai folyamatosan nyomultak nyugatra,  Szlovákia felé. Az országban egyre erősödött az illegális ellenállás, fokozódott a partizánok tevékenysége, és ezekben néhány ezer, főként  a szlovákiai munkatáborokból (vagy azok elől) menekült zsidó is részt vett. Az ellenállás 1944. augusztus 28-án Besztercebányán nyílt fegyveres felkelésben robbant ki. Előzőleg, augusztus 11-én a szlovák kormány kihirdette a statáriumot, majd augusztus 25-én német katonai segítséget kért, amit augusztus 29-étől meg is kapott. 
Az SS egységei a felkelést leverték és október 28-án elfoglalták Besztercebányát. A felkelésben való részvételt a nácik kíméletlenül megtorolták és a felkelést ürügyként használták fel a szlovákiai zsidóság maradványainak megsemmisítésére. Ezt az akciót már nem Wisliceny, hanem szintén az Eichmann alá rendelt másik SS-tiszt, Alois Brunner irányításával folytatták le az úgynevezett Hlinka-gárda részvételével. A deportálást felújították, a még életben maradt és összegyűjtött zsidók többségét Szeredről főként Auschwitzba, majd más koncentrációs táborokba vitték. 1945 januárjában, az auschwitzi tábor evakuálásakor több ezer foglyot nyugatabbra fekvő táborokba szállítottak át. 1944 októbere és 1945 márciusa között kb. 13 500 szlovákiai zsidót deportáltak.